# Tagante
Tagante (en àrab تكانت, Tagānt; en amazic ⵜⴰⴳⴰⵏⵜ) és una comuna rural de la província de Guelmim, a la regió de Guelmim-Oued Noun, al Marroc. Segons el cens de 2014 tenia una població total de 3.630 persones.